# 扬·苏霍帕雷克
扬·苏霍帕雷克（捷克語：Jan Suchopárek，1969年9月23日—），捷克男子足球运动员，场上位置是后卫。他曾代表捷克国家队参加1996年欧洲足球锦标赛，结果队伍获得亚军。